# Liste der Bischöfe von Orange
Die folgenden Personen waren Bischöfe des Bistums Orange in Orange (Frankreich):
- Heiliger Luce (ca. 300)
- Eradius (ca. 356)
- Constance (381)
- Marin (433)
- Just (ca. 440 bis ca. 455)
- Heiliger Eutrope (ca. 455–475)
- Verus
- Heiliger Florent (517–524)
- Vindemialis (527–549)
- Matthias (555)
- Trapecius (584)
- Salicus (788–798)
- Bonifatius (ca. 820–839)
- Laudon (ca. 840)
- Pons I. (ca. 852)
- Gémard I. (855 bis ca. 862)
- Gémard II. (879)
- Ebroin (910)
- Pons II. (914)
- Pons III. (982)
- Odalric (ca. 1000 oder 1020)
- Martin (1058)
- Géraud (ca. 1070)
- Wilhelm I. (ca. 1080–1098)
- Berenger (1107–1127)
- Gerard (1128–1129)
- Wilhelm II. (1130–1138)
- Wilhelm III. (1139–1140)
- Bernhard (1141 bis ca. 1170)
- Peter I. (1173)
- Hugues Florent (ca. 1180)
- Arnoul (1182 bis ca. 1198)
- Guillaume Elie (1200–1221)
- Amicus (1222 bis ca. 1240)
- Peter II. (ca. 1240–1271)
- Josselin (1272 bis ca. 1278)
- Guillaume V. (ca. 1280–1284)
- Guillaume D’Espinouse (1285–1321)
- Rostaing I. (1322–1324)
- Hugues (1324–1328)
- Pierre III. (1329–1342)
- Guillaume VII. (1343–1348)
- Jean de Revol (1349–1350)
- Guillaume VIII. (1350–1351)
- François de Caritat (1373–1387)
- Pierre Didaci (1389–1413)
- Georges de Grano (1413–1414)
- Bertrand de Tarascon (1414)
- Raimond de Gras (1416–1417)
- Pierre d’Ailly (1417–1420)
- Guillaume IX. (1422–1427)
- Guillaume X. (1429 bis ca. 1447)
- Bertrand III. (1438 bis ca. 1442)
- Antoine Ferrier (ca. 1444–1450)
- Jean Payer (1454–1466)
- Guyot Adhémar (1466–1468)
- Jean Gobert (1468–1476)
- Pierre de Surville (1476–1480)
- Laurent Alleman (1481–1483)
- Pierre Carré (1483–1510)
- Guillaume Pélissier (1510–1527)
- Louis Pélissier (1527–1542)
- Rostaing de La Baume de Suze (1543–1560)
- Philippe de La Chambre de Maurienne (1560–1572)
- Jean de Tulles I. (1572–1608)
- Jean de Tulles II. (1608–1640)
- Jean Vincent de Tulles (1640–1646)
- Hyacinthe Serroni (1646–1661)
- Alexandre Fabri (1661–1674)
- Jean-Jacques D’Obheil (1677–1720)
- Louis Chomel (1720–1731)
- François-André de Tilly (1731–1774)
- Guillaume-Louis du Tillet (1774–1790)